# ...e camminiamo
...e camminiamo è l'ottavo album in studio del complesso musicale italiano de I Camaleonti pubblicato in Italia nel 1979.

## Il disco
Con la nuova casa discografica, la Durium, i Camaleonti tentano un rilancio dopo lo scarso risultato commerciale degli ultimi due album. Nel 1979 ottengono il buon piazzamento al Festival di Sanremo 1979 del brano Quell'attimo in più composto da Mario Lavezzi, ex chitarrista del complesso; la canzone si piazza al terzo posto della classifica ed ottiene anche un buon successo di vendite. La casa discografica mette quindi a loro disposizione i mezzi per la realizzazione di un nuovo album, ...e camminiamo, che prende il titolo da un brano ironico scritto da Maurizio Piccoli che oltre che sull'album viene pubblicato su singolo 45 giri.
Le altre canzoni dell'album sono Tu ballerina, cantata da Livio Macchia e composta da Piccoli insieme a Mauro Lusini e Amo, scritta dal chitarrista della band Dave Sumner. Vi sono inoltre due cover: Cielo nero (versione italiana di Sail on di Lionel Richie) e Tu sei (cover di The sun ain't gonna shine anymore, successo degli anni sessanta dei Walker Brothers già incisa da Caterina Caselli e da altri complessi beat con un altro testo (scritto da Nisa con il titolo Il sole non tramonterà).
Gli arrangiamenti dell'album vengono curati dal maestro scozzese Anthony Rutherford Mimms, che compone anche le musiche di una canzone del disco; le registrazioni vengono effettuate presso i C.A.P. Studio di Milano con i tecnici del suono Gianni Prudente e Paolo Logli.

## Tracce
Lato A
1. ...e camminiamo (testo e musica di Maurizio Piccoli) - 4:10
2. Ho scelto lei (testo di Cristiano Minellono; musica di Anthony Rutherford Mimms) - 5:10
3. Tu ballerina (testo di Maurizio Piccoli; musica di Mauro Lusini) - 4:26
4. Tu sei (testo originale di Bob Gaudio; testo italiano di Cristiano Minellono; musica di Bob Crewe) - 3:43

Lato B
1. Cielo nero (Sail On) (testo italiano di Cristiano Minellono; testo originale e musica di Lionel Richie) - 5:51
2. Finché c'è lei (testo di Cristiano Minellono; musica di Renato Brioschi) - 3:16
3. Laura (testo di Maurizio Piccoli; musica di Mauro Lusini) - 3:50
4. Amo (testo di Cristiano Minellono; musica di Dave Sumner e Douglas Meakin) - 6:50

## Formazione
- Livio Macchia - voce, chitarra, cori
- Antonio Cripezzi detto Tonino - voce, tastiere, violino, cori
- Dave Sumner - chitarre, cori
- Paolo de Ceglie - batteria
- Gerardo Manzoli detto Gerry - basso, cori